# بابونه گاوی
بابونه گاوی، مخلص یا مترادف آن  یک گونه از سرده مینا و از گیاهان دارویی است که در درمان میگرن و بعضی بیماریهای التهابی مورد استفاده قرار می‌گیرد. فوق‌العاده تب بر است و برای رفع سردرد خوب است.
این گیاه از جنس بابونه‌های گاوی (Tanacetum) و از تیرهٔ گل‌ستاره‌ای‌ها است.
بابونه گاوی در نواحی مرتفع ایران از جمله در بلندی‌های بالای ۲۵۰۰ متر در استان کهگیلویه و بویراحمد، ارتفاعات  ۲۵۰۰ متری فریدونشهر و در روستای لیند سوادکوه با ارتفاع ۲۰۰۰ متر در استان مازندران و در جنگل های ارسباران می‌روید.در نواحی روستاهای واقع در گرکن جنوبی از توابع شهرستان مبارکه استان اصفهان نیز یافت می شود. در تاریخ بیست‌ویکم مرداد یکهزاروچهارصدوسه خورشیدی دکتر علی علیزاده علی‌آبادی ( رئیس مؤسسه تحقیقات جنگل‌ها و مراتع کشور ایران) به پاس خدمات مهندس محمد عسگری علویجه در ارتقای صنعت دامپروری کشور ، سرپرستی یک بذر از این گیاه در بانک ژن منابع طبیعی را به ایشان اهداء نمود. 
عصاره به دست آمده از این گیاه دارویی، از سرشاخه‌های گلدار آن به دست می‌آید. ماده مؤثر موجود در این عصاره پارتنولید است؛ که تأثیرات ضد التهابی، ضد اسپاسمی و ضد میگرنی دارد.

## مکانیسم اثر
- ممانعت از اتصال سروتونین به گیرنده اش

با توجه به اینکه گیرنده‌های سروتونین نقش مهمی در پاتوفیزیولوژی میگرن دارند، پارتنولید موجود در این گیاه قادر است بر روی گیرنده‌های سروتونین اثر آنتاگونیستی نسبی داشته و از اتصال سروتونین به گیرنده‌های آن جلوگیری نماید.
- تأثیرات ضد التهابی

پارتنولید به کمپلکس کینازی IKB که نقش مهمی را در پیام رسانی از طریق سیتوکین‌های پیش التهابی ایفا می‌کند متصل شده و سبب مهار آن می‌شود. پارتنولید همچنین بیان ژن سیکلواکسیژناز و سیتوکین‌های پیش التهابی مانند TNF-α را مهار می‌نماید. سزکویی ترپن لاکتون‌های موجود در عصاره از تولید پروستاگلاندین‌ها جلوگیری کرده و از این رو می‌توانند موجب کاهش التهاب گردند.
- تأثیر بر پلاکت‌ها

عصاره این گیاه رهایش سروتونین از پلاکت‌ها را مهار می‌سازد. همچنین سزکویی ترپن‌های موجود در عصاره تاناستوم به ویژه پارتنولید با خنثی کردن گروه‌های سولفیدریل در درون یا بیرون سلول، ترشح سروتونین از پلاکت‌ها را مهار و با جلوگیری از تجمع پلاکت‌ها به پیشگیری از میگرن کمک می‌نماید.
- فعالیت اسپاسمولیتیک (کاهش انقباض عروقی)

عصاره گیاه تاناستوم فعالیت ضد اسپاسمی دارد و با بلوکه کردن کانال‌های پتاسیمی باز، انقباض ماهیچه صاف را مهار می‌کند.
- تأثیر بر میکروگلیاها

تأثیر التهاب بر فعال سازی میکروگلیاها به عنوان یکی از دلایل بالقوه در حملات میگرنی مورد توجه قرار می‌گیرد. پارتنولید با کاهش فعال سازی میکروگلیاها به واسطه تأثیر بر واسطه‌های پیش التهابی مرتبط با حملات میگرن مزمن (مانند مهار سنتز نیتریک اکسید، نیتریک اکسید سنتاز قابل القا، کاهش ترشح IL-6 و کاهش جابه‌جایی فاکتور هسته ای KB به هسته سلول) تأثیر ضد میگرنی خود را نشان می‌دهد.

## موارد احتیاط و منع مصرف
- از مصرف این عصاره در زمان بارداری و شیردهی خودداری شود.
- از مصرف همزمان این عصاره با داروهای ضد التهاب غیر استروئیدی (NSAID) خودداری شود.
- با توجه به اینکه تاناستوم از تجمع پلاکت‌ها جلوگیری می‌کند از این رو می‌بایست در استفاده همزمان این گیاه با سایر داروهای ضد تجمع پلاکتی (آنتی کواگولانت) مانند آسپیرین و دی پریدامول جانب احتیاط رعایت شود.
- چنانچه قصد توقف درمان یا ایجاد وقفه در آن را دارید، دوز مصرفی را به تدریج کاهش دهید.
- افرادی با سابقه حساسیت به گیاهان خانواده کاسنی از مصرف این فراورده اجتناب نمایید.

## بابونه گاوی
بابونه گاوی
پالئارکتیک